# U-21-Fußball-Afrikameisterschaft 1981
Die U-21-Fußball-Afrikameisterschaft 1981 war die zweite Auflage des vom Afrikanischen Fußballverband (CAF) organisierten Turniers für Junioren-Fußball-Nationalmannschaften (U-21) Afrikas. Das Turnier begann am 8. Juni 1980 und endete am 24. April 1981. Sieger wurde Ägypten. Der Turniersieger qualifizierte sich zusammen mit dem unterlegenen Finalisten Kamerun für die Junioren-Weltmeisterschaft 1981 in Australien.

## Modus
Das Turnier wurde im K.-o.-System mit Hin- und Rückspielen ausgetragen. Bei Torgleichheit entschied die Auswärtstorregel über das Weiterkommen. Herrschte hier ebenso Gleichstand, wurde ohne vorherige Verlängerung ein Elfmeterschießen durchgeführt.

## Vorrunde
| Datum              |                  | Gesamt |        | Hinspiel | Rückspiel |
| ------------------ | ---------------- | ------ | ------ | -------- | --------- |
| 8. / 22. Juni 1980 | Äquatorialguinea | 4:3    | Gabun  | 2:0      | 2:3       |
| 0                  | Togo             | :      | Benin  | :        | :         |
| 0                  | Simbabwe         | :      | Malawi | :        | :         |

Benin und Malawi sind nicht angetreten. Alle übrigen Mannschaften hatten spielfrei.

## Achtelfinale
| Datum                            |                              | Gesamt          |                  | Hinspiel | Rückspiel |
| -------------------------------- | ---------------------------- | --------------- | ---------------- | -------- | --------- |
| 5. / 19. Oktober 1980            | Guinea                       | (a) 2:2 (a)     | Äquatorialguinea | 2:1      | 0:1       |
| 24. Oktober / 15. September 1980 | Kamerun                      | 4:2             | Togo             | 3:0      | 1:2       |
| 12. / 26. Oktober 1980           | Tunesien                     | 1:1 (6:5 i. E.) | Marokko          | 0:1      | 1:0       |
| 30. Oktober / 2. November 1980   | Simbabwe                     | 2:1             | Äthiopien        | 0:0      | 2:1       |
| 26. Oktober / 7. November 1980   | Mauretanien                  | 1:6             | Algerien         | 1:3      | 0:3       |
| 0                                | Nigeria                      | :               | Elfenbeinküste   | :        | :         |
| 0                                | Ägypten                      | :               | Uganda           | :        | :         |
| 0                                | Zentralafrikanische Republik | :               | Kenia            | :        | :         |

Uganda, die Elfenbeinküste und Kenia sind nicht angetreten.

## Viertelfinale
| Datum                               |                              | Gesamt |                  | Hinspiel | Rückspiel |
| ----------------------------------- | ---------------------------- | ------ | ---------------- | -------- | --------- |
| 30. Dezember 1980 / 11. Januar 1981 | Kamerun                      | 3:1    | Äquatorialguinea | 3:0      | 0:1       |
| 27. November 1980 / 11. Januar 1981 | Nigeria                      | 5:4    | Tunesien         | 4:0      | 1:4       |
| 30. November 1980 / 23. Januar 1981 | Simbabwe                     | 1:3    | Ägypten          | 1:1      | 0:2       |
| 18. Januar 1981                     | Zentralafrikanische Republik | :      | Algerien         | 4:1      | :         |

Zentralafrika ist zum Rückspiel nicht angetreten.

## Halbfinale
| Datum               |         | Gesamt |          | Hinspiel | Rückspiel |
| ------------------- | ------- | ------ | -------- | -------- | --------- |
| 14. / 29. März 1981 | Nigeria | 2:4    | Kamerun  | 2:3      | 0:1       |
| 0                   | Ägypten | :      | Algerien | :        | :         |

Algerien ist nicht angetreten.

## Finale
| Datum                |         | Gesamt |         | Hinspiel | Rückspiel |
| -------------------- | ------- | ------ | ------- | -------- | --------- |
| 12. / 24. April 1981 | Kamerun | 1:3    | Ägypten | 1:1      | 0:2       |

## Ergebnis
Ägypten und Kamerun qualifizierten sich für die Junioren-Weltmeisterschaft 1981 in Australien. Dort setzte sich Ägypten in der Vorrunde gegen Mexiko und Spanien durch und belegte hinter der BR Deutschland den zweiten Platz, schied im Viertelfinale gegen England aus. Kamerun belegte in seiner Vorrundengruppe hinter England, Australien und Argentinien den letzten Platz.